# 赵琳 (1902年)
赵琳（1902年—1968年5月24日），号静尘，山东泰安人，国民革命军第三十二军军长。

## 生平
1949年10月广东战役期间，因未积极执行从海南岛调部队增援广州，被李仙洲取代军长职务。